# Gustavo Assunção
Gustavo Enrique Giordano Amaro Assunção da Silva dit Gustavo Assunção, né le 30 mars 2000 à São Paulo au Brésil, est un footballeur brésilien qui évolue au poste de milieu de terrain avec le club du AVS SAD.

## Biographie

### En club
Né à São Paulo au Brésil, Gustavo Assunção passe une grande partie de sa formation en Espagne, à l'Atlético de Madrid. Le 1er juillet 2019 il rejoint le FC Famalicão, au Portugal, où il s'engage pour cinq ans. Il joue son premier match en professionnel le 3 août 2019, à l'occasion d'une rencontre de coupe de la Ligue du Portugal face au SC Covilhã, contre qui son équipe s'incline (0-2). Il joue son premier mach de Liga NOS le 10 août suivant en étant titularisé face au CD Santa Clara lors de la première journée de la saison 2019-2020. Son équipe s'impose sur le score de deux buts à zéro ce jour-là.
Auteur d'une saison 2019-2020 pleine avec le club portugais, il intéresse plusieurs clubs européens pour l'été 2020, comme l'OGC Nice. Il reste toutefois au FC Famalicão, où il est nommé capitaine, puis prolonge son contrat le 9 octobre 2020, le liant avec le club jusqu'en juin 2025. Il inscrit son premier but le 5 décembre 2020, lors d'une rencontre de championnat face au Sporting CP. Les deux équipes se neutralisent ce jour-là (2-2).
Le 8 septembre 2021, Gustavo Assunção est prêté au Galatasaray SK. Il ne joue toutefois que deux matchs avec le club turc avant de retourner au FC Famalicão en janvier 2022.

### En sélection
Il compte plusieurs sélections avec l'équipe du Brésil des moins de 17 ans entre 2016 et 2017.
En novembre 2020 Gustavo Assunção représente l'équipe du Brésil olympique, faisant deux entrées en jeu durant des matchs amicaux.

## Vie personnelle
Il est le fils de Paulo Assunção, ancien footballeur professionnel ayant évolué à l'Atlético de Madrid. Il possède également un passeport portugais par son grand-père maternel, originaire de Pombal.

## Statistiques
| Saison                | Club                  | Championnat           | Championnat | Championnat | Championnat | Coupe nationale | Coupe nationale | Coupe nationale | Coupe de la Ligue | Coupe de la Ligue | Coupe de la Ligue | Compétition(s) continentale(s) | Compétition(s) continentale(s) | Compétition(s) continentale(s) | Compétition(s) continentale(s) | Total | Total | Total |
| Saison                | Club                  | Division              | M.          | B.          | P.d.        | M.              | B.              | P.d.            | M.                | B.                | P.d.              | Comp.                          | M.                             | B.                             | P.d.                           | M.    | B.    | P.d.  |
| 2019-2020             | FC Famalicão          | Liga NOS              | 30          | 0           | 1           | 6               | 0               | 0               | 1                 | 0                 | 0                 | -                              | -                              | -                              | -                              | 37    | 0     | 1     |
| 2020-2021             | FC Famalicão          | Liga NOS              | 17          | 1           | 0           | -               | -               | -               | 2                 | 0                 | 0                 | -                              | -                              | -                              | -                              | 19    | 1     | 0     |
| Total sur la carrière | Total sur la carrière | Total sur la carrière | 47          | 1           | 1           | 6               | 0               | 0               | 3                 | 0                 | 0                 | -                              | 0                              | 0                              | 0                              | 56    | 1     | 1     |